# Tom Haydock (cầu thủ bóng đá)
Thomas Haydock, hay Tom Haydock, là một cầu thủ bóng đá người Anh thi đấu ở Football League cho Bolton Wanderers. 
Tom Haydock không có màn ra mắt cho đến mùa thứ hai, 1889-1890. Tuy nhiên, Haydock được chọn thi đấu ở hậu vệ phải trong 3 trận Cúp FA mùa giải 1888-1889. Trong 2 trận đầu tiên với Hurst và West Manchester, Haydock thi đấu phòng ngự chắc chắn và giữ sạch lưới. Tuy nhiên, ngày 17 tháng 11 năm 1888 Haydock và đội bóng bị đánh bại bởi một câu lạc bộ Ireland, Linfield Athletic. Tỉ số cuối cùng là 4-0 nghiêng về Linfield.